# گل عقربی
گل عقربی (نام علمی: Solenanthus) نام یک سرده از تیره گاوزبانیان است.